# Seefeel
Seefeel ist eine britische Musikgruppe, welche zunächst von Anfang bis Mitte der 1990er Jahre existierte. Seit 2008 ist die Band mit neuem Line-Up wieder aktiv. Ende des Jahres 2010 erschien die erste Veröffentlichung der Band seit 14 Jahren.

## Geschichte
Die Band wurde 1992 in London gegründet, als der Gitarrist Mark Clifford und Schlagzeuger Justin Fletcher auf die Sängerin Sarah Peacock und den Bassisten Daren Seymour stießen. Sie veröffentlichten ihre ersten EPs 1993 unter dem britischen Independent-Label Too Pure. Die Musik der Band wurde als eine Mischung aus Dream Pop/Shoegaze und Ambient Techno/IDM eingeordnet.
Die Band wechselte 1994 zum Label Warp Records, nachdem die Musik der Gruppe weniger gitarrenlastig geworden war und sich mehr in Richtung Electronica orientiert hatte. Kurz darauf erschien der Seefeelmx von Autechres Basscadet auf der Basscad EP. Zwischen 1996 und 2010 wurde von der Band kein neues Material mehr unter dem Namen Seefeel produziert.
Stattdessen veröffentlichen sie ihre Musikstücke unter anderen Namen. Im Jahr 1996 wurde die Gruppe Scala von Fletcher, Seymour und Peacock mit Mark van Hoen gegründet. Peacock gastierte als Slide-Gitarristin und Backgroundsängerin auf den Alben I Heard Myself in You und Motion Sickness der Band January. Bis zur Wiedervereinigung von Seefeel trat sie mit den Gruppen The Gemma Ray Ritual und The Mighty Shimmering Beasts auf. Clifford veröffentlicht seit 1995 seine Soloprojekte als Disjecta und Woodenspoon und gründete 1999 zusammen mit Sophie Hinkley das Duo Sneakster. Er produzierte Remixe für Cocteau Twins und andere Bands.
2003 veröffentlichte Autechre einen Remix von Seefeels Spangle (aus der Starethrough EP) auf dem Polyfusia Label. AFX produzierte zwei Remixe des Songs Time to Find Me (aus der More Like Space EP), von denen einer auf der Aphex-Twin-Compilation 26 Mixes for Cash erschien. Am 14. Mai 2007 wurde das Album Quique aus dem Jahr 1993 auf Too Pure als Quique (Redux Edition) wieder veröffentlicht, neu gemastert und um eine zweite CD mit Raritäten erweitert.
2008 starteten Clifford und Peacock das Projekt Seefeel neu, ergänzt um Shigeru Ishihara (DJ Scotch Egg) und Iida Kazuhisa (E-Da), den früheren Boredoms-Drummer, die Seymour und Fletcher ersetzten. Am 20. September 2010 erschien mit der Faults EP die erste Veröffentlichung seit 14 Jahren, am 31. Januar 2011 das Album Seefeel (beide auf Warp Records).

## Diskografie

### Alben
- 1993: Quique (Too Pure / Astralwerks; 2007 wiederveröffentlicht)
- 1995: Succour (Warp Records)
- 1996: CH-VOX (Rephlex Records)
- 2007: Quique (Redux Edition) (Too Pure)
- 2011: Seefeel (Warp Records)

### EPs und Maxis
- 1993: More Like Space EP (Too Pure)
- 1993: Plainsong EP (Too Pure)
- 1993: Pure, Impure EP (Too Pure)
- 1993: Time to Find Me (Too Pure)
- 1994: i-01 (Not On Label)
- 1994: Fracture/Tied (Warp Records)
- 1994: Starethrough EP (Warp Records)
- 2010: Faults (Warp Records)

### Kompilationen
- 1994: Polyfusia (Astralwerks; Kompilation der EPs More Like Space & Pure, Impure)